# Телмісартан
Телмісартан — синтетичний антигіпертензивний препарат, що належить до групи антагоністів рецепторів ангіотензину-ІІ, для перорального застосування. Телмісартан розроблений компанією «Boehringer Ingelheim», яка випускає його з 1999 року під торговельною маркою «Мікардіс».

## Фармакологічні властивості
Телмісартан — синтетичний лікарський препарат, що належить до групи антагоністів рецепторів ангіотензину-ІІ. Телмісартан був введений у клінічну практику у 1998 році. Механізм дії препарату полягає у блокуванні зв'язування ангіотензину-ІІ з рецепторами ангіотензину-І, що приводить до вазоділятації, зниженні виділення альдостерону, зниження реабсорбції натрію у нирках. Усі ці ефекти в сумі призводять до антигіпертензивного ефекту. Телмісартан має високу спорідненість до підтипу AT1-рецепторів ангіотензину-II, через які реалізується дія ангіотензину-II. Телмісартан селективно блокує зв'язування ангіотензину-II із зв'язку з рецептором, не маючи дії агоніста по відношенні до цього рецептору. Телмісартан утворює зв'язок лише із підтипом AT1-рецепторів ангіотензину-II, і зв'язок цей має тривалий характер. Телмісартан не має спорідненості до інших рецепторів (у тому числі до AT2-рецепторів) ангіотензину. Телмісартан не викликає підвищення рівня реніну в крові та не блокує іонні канали. Він не призводить до інгібування ангіотензин-конвертуючого ферменту (кінінази ІІ), який також розкладає брадикінін, що спричиняє відсутність побічних ефектів, викликаних накопиченням брадикініну. Телмісартан є найбільш ліпофільним серед антагоністів рецепторів ангіотензину-ІІ, і саме тому найкраще проникає у тканини організму серед інших препаратів групи і має найбіл тривалий період напіввиведення серед препаратів групи. Крім цього, телмісартан позитивно впливає на метаболізм вуглеводів та ліпідів, на атерогенез та сповільнює виникнення та прогресування діабетичної нефропатії. Телмісартан зменшує прогресування протеїнурії у хворих цукровим діабетом. При тривалому прийомі телмісартану спостерігається також регрес гіпертрофії лівого шлуночка та зменшення індексу маси міокарду лівого шлуночка, товщини задньої стінки лівого шлуночка та міжшлуночкової перегородки та максимального і мінімального об'єму лівого передсердя.

### Фармакодинаміка
Телмісартан добре всмоктується у шлунково-кишковому тракті, але біодоступність препарату становить у середньому бизько 50% через ефект першого проходження через печінку. Максимальна концентрація в крові досягається протягом 1 години. Телмілсартан добре зв'язується з білками плазми крові. Препарат проникає через плацентарний бар'єр та виділяється в грудне молоко. Метаболізується телмісартан в печінці. Виводиться препарат із організму переважно із калом у вигляді метаболітів, у незначній кількості виводиться із сечею. Період напіввиведення препарату становить 20 годин (у жінок час напіввиведення може збільшуватися до 31 години), цей час може збільшуватися при порушеннях функції печінки.

## Показання до застосування
Телмісартан застосовується для лікування гіпертонічної хвороби, з профілактичною метою для зниження смертності від серцево-судинних захворювань, при цукровому діабеті при ураженні органів-мішеней.

## Побічна дія
При застосуванні телмісартану можливі наступні побічні ефекти:
- Алергічні реакції та реакції з боку шкірних покривів — нечасто (~1%) висипання на шкірі, свербіж шкіри, кропив'янка, еритема шкіри, гіпергідроз, набряк Квінке (рідко — із летальними наслідками), анафілактичний шок, екзема, токсичний дерматит, грипоподібний синдром.
- З боку травної системи — нечасто (~1%) блювання, діарея, метеоризм, сухість у роті, біль у животі, диспепсія, неприємні відчуття у ділянці шлунку, порушення функції печінки і захворювання печінки (більшість випадків порушень функції печінки зареєстровано у Японії).
- З боку нервової системи — нечасто (~1%) депресія, безсоння або сонливість, втрата свідомості, непритомність, вертиго, тривожність, розлади зору.
- З боку серцево-судинної системи — нечасто (~1%) виражена гіпотензія, ортостатична гіпотензія, брадикардія або тахікардія, периферичні набряки.
- З боку дихальної системи — нечасто (~1%) кашель, задишка, інтерстиціальний пневмоніт, біль в грудній клітці.
- З боку опорно-рухового апарату — нечасто (~1%) міалгія, біль у спині, судоми м'язів, артралгія, біль у кінцівках, біль у сухожиллях.
- З боку сечовидільної системи — нечасто (~1%) порушення функції нирок (у тому числі гостра ниркова недостатність).
- Інфекційні ускладнення — нечасто (~1%) інфекції сечовидільних шляхів (включаючи цистит), інфекції верхніх дихальних шляхів, сепсис (часто з летальним наслідком).
- Зміни в лабораторних аналізах — нечасто (~1%) анемія, еозинофілія, тромбоцитопенія, гіпоглікемія (у хворих цукровим діабетом), гіперкаліємія, підвищення рівня креатиніну, сечовини та креатинфосфокінази в крові, підвищення рівня сечової кислоти в крові, підвищення рівня активності ферментів печінки в крові.

## Протипокази
Телмісартан протипоказаний при підвищеній чутливості до препарату, вагітності та годуванні грудьми, у дитячому та підлітковому віці, при печінковій недостатності важкого ступеня та обструктивних захворюваннях жовчевих шляхів. З обережністю застосовують препарат у хворих із двобічним стенозом ниркових артерій або однобічним у випадку єдиної функціонуючої нирки у зв'язку із високою імовірністю розвитку важкої гіпотензії та ниркової недостатності. З обережністю застосовують телмісартан у випадку мітрального або аортального стенозу або ідіопатичного субатрофічного аортального стенозу.

## Форми випуску
Телмісартан випускається у вигляді таблеток по 0,04 та 0,08 г. Телмісартан випускається також у фіксованій комбінації з гідрохлоротіазидом по 0,04 або 0,08 г телмісартану та 0,0125 г гідрохлоротіазиду. Телмісартан випускається у комбінації з амлодипіном під торговою назвою «Твінста».